# Charles Leickert
Charles Henri Joseph Leickert (22 septembre 1816, Bruxelles - 5 décembre 1907, Mayence) est un peintre neerlandaise spécialisé dans la peinture de paysage d'hiver.

## Biographie
Charles Leickert est né en 1816 à Bruxelles en Royaume uni des Pays-Bas. Orphelin, il apprend la peinture à La Haye auprès des peintres paysagistes Bartholomeus van Hove, Wijnand Nuijen, et Andreas Schelfhout. Leickert se spécialise dans la peinture des paysages d'hiver. Il peint presque toutes ses œuvres aux Pays-Bas, de 1841 à 1846 à La Haye et de 1849 à 1883 à Amsterdam. En 1856, il devient membre de l'Académie Royale d'Amsterdam.
En 1887, il s'installe à Mayence en Allemagne, où il décède en 1907.

## Œuvres
Ses œuvres sont exposées dans les musées suivants :
- Rijksmuseum, Amsterdam
- Musée Boijmans Van Beuningen, Rotterdam
- Musée de l'Ermitage à Saint-Pétersbourg